# Riederalp
Riederalp es una comuna suiza del cantón del Valais, ubicada en el distrito de Raroña oriental. Limita al oeste y al norte con la comuna de Naters, al este con Betten y Mörel-Filet, y al sur con Termen y Bitsch.